# Pintuyan, Nam Leyte
Pintuyan là một đô thị hạng 5 ở tỉnh Nam Leyte, Philippines. Theo điều tra dân số năm 2000, đô thị này có dân số 9.567 người trong 1.758 hộ.

## Các đơn vị hành chính
Pintuyan được chia thành 23 barangay.
| - Badiang - Balongbalong - Buenavista - Bulawan - Canlawis - Catbawan - Caubang - Cogon - Dan-an - Lobo - Mainit - Manglit | - Nueva Estrella Sur - Poblacion Ibabao - Poblacion Ubos - Ponod - Son-ok I - Tautag - Nueva Estrella Norte - Ponciano D. Equipilag - San Roque - Santa Cruz - Son-ok II |